# Denyse Julien

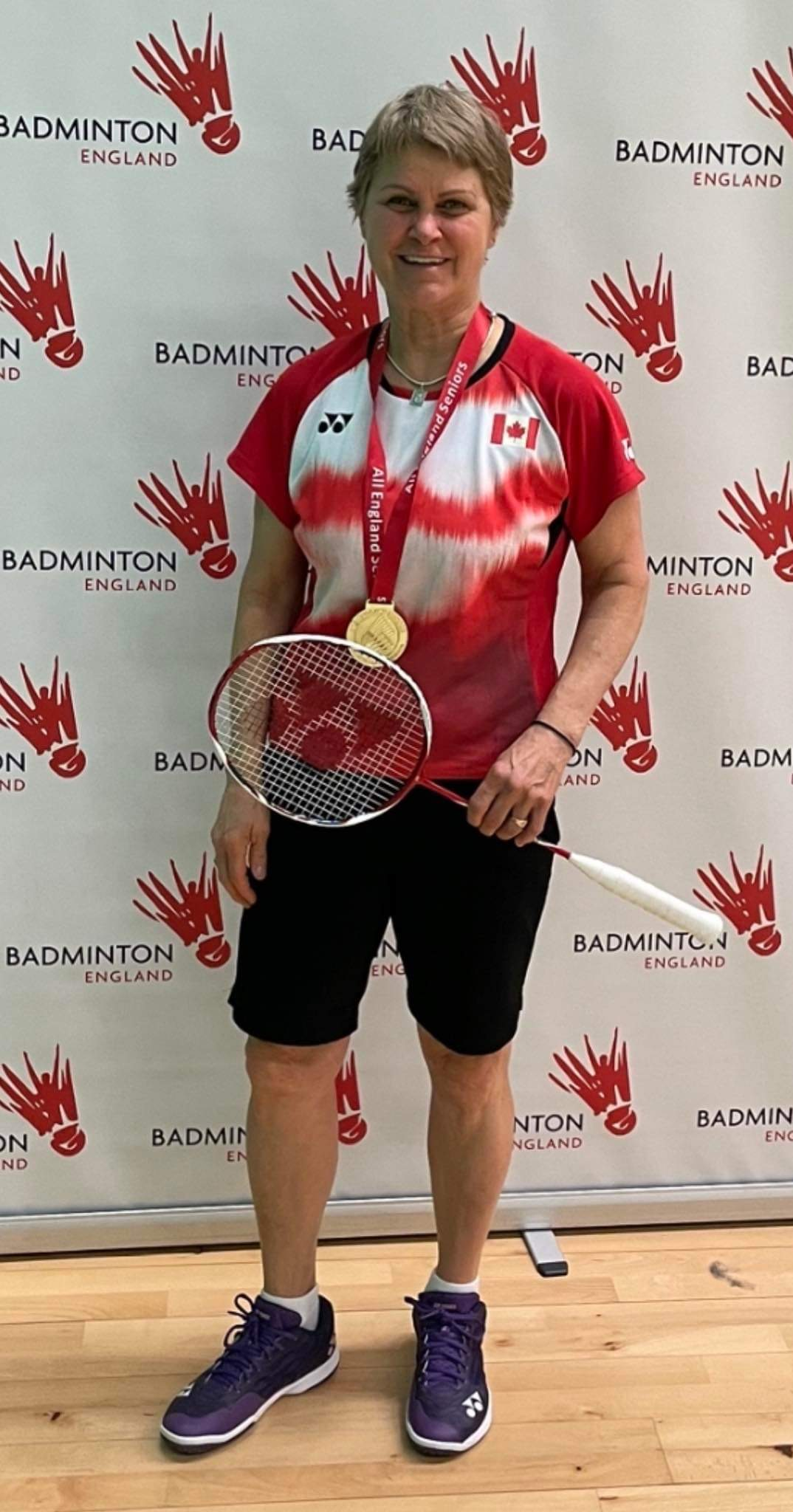
Denyse Julien, 2023

Denyse Julien (* 22. Juli 1960 in Rouyn-Noranda) ist eine kanadische Badmintonspielerin.

## Karriere
Denyse Julien nahm 1992, 1996 und 2004 an Olympia teil. Als beste Platzierung erreichte sie jeweils Platz 9 im Dameneinzel 1992 und im Mixed 1996. Sie gewann des Weiteren zahlreiche nationale und internationale Titel, unter anderem mehrfach die Panamerikameisterschaft, und ist eine der erfolgreichsten kanadischen Badmintonspielerinnen.

## Sportliche Erfolge
| Saison  | Veranstaltung                   | Disziplin   | Platz | Name                               |
| ------- | ------------------------------- | ----------- | ----- | ---------------------------------- |
| 1979    | Kanada: Juniorenmeisterschaften | Damendoppel | 1     | Denyse Julien / Linda Cloutier, QC |
| 1981    | Kanada: Einzelmeisterschaften   | Mixed       | 1     | Denys Martin / Denyse Julien       |
| 1982    | French Open                     | Dameneinzel | 1     | Denyse Julien                      |
| 1983    | Kanada: Einzelmeisterschaften   | Dameneinzel | 1     | Denyse Julien                      |
| 1983    | Austrian International          | Damendoppel | 1     | Linda Cloutier / Denyse Julien     |
| 1985    | Kanada: Einzelmeisterschaften   | Damendoppel | 1     | Johanne Falardeau / Denyse Julien  |
| 1985    | Canadian Open                   | Damendoppel | 1     | Johanne Falardeau / Denyse Julien  |
| 1986    | US Open                         | Damendoppel | 1     | Denyse Julien / Johanne Falardeau  |
| 1986    | Kanada: Einzelmeisterschaften   | Dameneinzel | 1     | Denyse Julien                      |
| 1986    | Kanada: Einzelmeisterschaften   | Damendoppel | 1     | Johanne Falardeau / Denyse Julien  |
| 1986    | US Open                         | Dameneinzel | 1     | Denyse Julien                      |
| 1987    | Kanada: Einzelmeisterschaften   | Dameneinzel | 1     | Denyse Julien                      |
| 1988/89 | Kanada: Einzelmeisterschaften   | Dameneinzel | 1     | Denyse Julien                      |
| 1988/89 | Kanada: Einzelmeisterschaften   | Mixed       | 1     | Anil Kaul / Denyse Julien          |
| 1988/89 | Kanada: Einzelmeisterschaften   | Damendoppel | 1     | Johanne Falardeau / Denyse Julien  |
| 1989    | Canadian Open                   | Dameneinzel | 1     | Denyse Julien                      |
| 1990    | Canadian Open                   | Damendoppel | 1     | Denyse Julien / Doris Piché        |
| 1990    | US Open                         | Damendoppel | 1     | Denyse Julien / Doris Piché        |
| 1990    | Canadian Open                   | Mixed       | 1     | Bryan Blanshard / Denyse Julien    |
| 1990    | US Open                         | Dameneinzel | 1     | Denyse Julien                      |
| 1990    | Welsh International             | Dameneinzel | 1     | Denyse Julien                      |
| 1991    | Panamerikameisterschaft         | Dameneinzel | 1     | Denyse Julien                      |
| 1991    | Kanada: Einzelmeisterschaften   | Dameneinzel | 1     | Denyse Julien                      |
| 1991    | Panamerikameisterschaft         | Mixed       | 1     | Jaimie Dawson / Denyse Julien      |
| 1991    | Panamerikameisterschaft         | Damendoppel | 1     | Denyse Julien / Doris Piché        |
| 1991    | Welsh International             | Damendoppel | 1     | Denyse Julien / Doris Piché        |
| 1992    | Kanada: Einzelmeisterschaften   | Damendoppel | 1     | Doris Piché / Denyse Julien        |
| 1992    | Olympia                         | Dameneinzel | 9     | Denyse Julien                      |
| 1993    | Kanada: Einzelmeisterschaften   | Mixed       | 1     | Bryan Blanshard / Denyse Julien    |
| 1993    | Kanada: Einzelmeisterschaften   | Damendoppel | 1     | Denyse Julien / Si-an Deng         |
| 1994    | Kanada: Einzelmeisterschaften   | Dameneinzel | 1     | Denyse Julien                      |
| 1994    | Kanada: Einzelmeisterschaften   | Mixed       | 1     | Bryan Blanshard / Denyse Julien    |
| 1994    | Welsh International             | Dameneinzel | 1     | Denyse Julien                      |
| 1995    | Kanada: Einzelmeisterschaften   | Dameneinzel | 1     | Denyse Julien                      |
| 1995    | Kanada: Einzelmeisterschaften   | Mixed       | 1     | Darryl Yung / Denyse Julien        |
| 1995    | Kanada: Einzelmeisterschaften   | Damendoppel | 1     | Si-an Deng / Denyse Julien         |
| 1995    | Panamerikaspiele                | Damendoppel | 1     | Denyse Julien / Sian Deng          |
| 1995    | Panamerikaspiele                | Dameneinzel | 1     | Denyse Julien                      |
| 1995    | Panamerikaspiele                | Mixed       | 1     | Darryl Yung / Denyse Julien        |
| 1996    | Kanada: Einzelmeisterschaften   | Mixed       | 1     | Darryl Yung / Denyse Julien        |
| 1996    | Olympia                         | Dameneinzel | 17    | Denyse Julien                      |
| 1996    | Kanada: Einzelmeisterschaften   | Dameneinzel | 1     | Denyse Julien                      |
| 1997    | Panamerikameisterschaft         | Dameneinzel | 1     | Denyse Julien                      |
| 1997    | Kanada: Einzelmeisterschaften   | Mixed       | 1     | Iain Sydie / Denyse Julien         |
| 1997    | Panamerikameisterschaft         | Mixed       | 1     | Iain Sydie / Denyse Julien         |
| 1997    | Kanada: Einzelmeisterschaften   | Dameneinzel | 1     | Denyse Julien                      |
| 1997    | Kanada: Einzelmeisterschaften   | Damendoppel | 1     | Denyse Julien / Robbyn Hermitage   |
| 1998    | Suriname International          | Mixed       | 1     | Iain Sydie / Denyse Julien         |
| 1998    | Kanada: Einzelmeisterschaften   | Dameneinzel | 1     | Denyse Julien                      |
| 1998    | Suriname International          | Damendoppel | 1     | Denyse Julien / Charmaine Reid     |
| 1998    | Suriname International          | Dameneinzel | 1     | Denyse Julien                      |
| 1998    | Portugal International          | Mixed       | 1     | Ian Sydie / Denyse Julien          |
| 1998    | Kanada: Einzelmeisterschaften   | Mixed       | 1     | Iain Sydie / Denyse Julien         |
| 1999    | Kanada: Einzelmeisterschaften   | Mixed       | 1     | Iain Sydie / Denyse Julien         |
| 1999    | Canadian Open                   | Mixed       | 1     | Iain Sydie / Denyse Julien         |
| 1999    | Panamerikameisterschaft         | Mixed       | 1     | Iain Sydie / Denyse Julien         |
| 2000    | Kanada: Einzelmeisterschaften   | Dameneinzel | 1     | Denyse Julien                      |
| 2000    | Kanada: Einzelmeisterschaften   | Mixed       | 1     | Iain Sydie / Denyse Julien         |
| 2001    | Kanada: Einzelmeisterschaften   | Dameneinzel | 1     | Denyse Julien                      |
| 2002    | Puerto Rico International       | Dameneinzel | 1     | Denyse Julien                      |
| 2003    | Kanada: Einzelmeisterschaften   | Dameneinzel | 1     | Denyse Julien                      |
| 2004    | Kanada: Einzelmeisterschaften   | Damendoppel | 1     | Milaine Cloutier / Denyse Julien   |
| 2004    | Peru International              | Mixed       | 1     | Philippe Bourret / Denyse Julien   |